# Dana Lewis
Dana Lewis (Newark, Nueva Jersey, 16 de octubre de 1949) es un exjugador de baloncesto estadounidense que disputó 4 temporadas en la CBA. Con 2,08 metros de altura, lo hacía en la posición de pívot.

## Trayectoria deportiva

### Universidad
Tras jugar un año en la Universidad Oral Roberts y pasar otro en blanco por el cambio de equipo, jugó durante dos temporadas con los Golden Hurricane de la Universidad de Tulsa, en las que promedió 19,9 puntos y 11,9 rebotes por partido. En 1970 fue elegido como mejor novato de la Missouri Valley Conference. Esa temporada lideró la conferencia en puntos y rebotes, siendo elegido en las dos temporadas que permaneció con los Golden Hurricane en el mejor quinteto de la MVC. Posee el récord de rebotes en un partido de su universidad, al conseguir 26 ante MacMurray en diciembre de 1969.

### Selección nacional
En 1970 fue convocado con la selección de Estados Unidos para disputar los Juegos Universitarios de Turín, donde consiguieron la medalla de plata.

### Profesional
Fue elegido en la decimosegunda posición del Draft de la NBA de 1971 por Philadelphia 76ers, y también por los Virginia Squires en la primera ronda del draft de la ABA, pero no encontró hueco en ninguno de los dos equipos. Tuvo que irse a jugar a la CBA, fichando por los Hartford Capitols, donde jugaría en 1973 la final del campeonato ante Wilkes-Barre Barons, equipo en el que militaba Walter Szczerbiak. Allí disputó tres temporadas, en las que promedió 13,2 puntos y 14,2 rebotes por partido, logrando el campeonato en 1974. Al año siguiente jugaría la que iba a ser su última temporada en activo con los Cherry Hill Rookies.